# Alexandre Antigna
Jean-Pierre-Alexandre Antigna (* 7. März 1817 in Orléans; † 26. Februar 1878 in Paris) war ein französischer Maler.

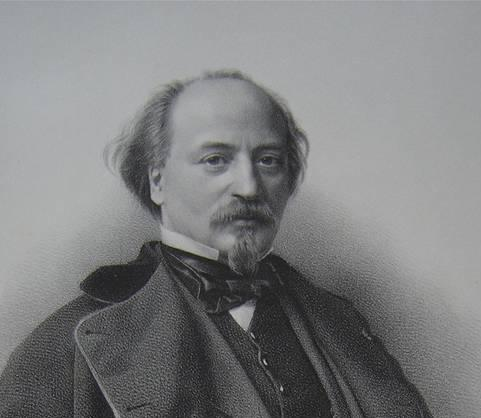
Alexandre Antigna

## Leben
Seine ersten Zeichenstunden erhielt Alexandre Antigna bei dem Maler François Salmon (1781–1855), der ihm eindringlich zur Fortsetzung des Studiums in Paris riet. Im Herbst des Jahres 1837 schrieb er sich an der renommierten Pariser Kunsthochschule ein, wo er ein Schüler von Sébastien Louis Guillaume Norblin de la Gourdaine (1796–1884) und Paul Delaroche (1797–1856) war.
Antigna stellte ab 1841 im Pariser Salon aus. Anfangs malte er Porträts und religiöse Szenen. Später lebte und arbeitete er auf der Pariser Binneninsel Île Saint-Louis – in seinen Bildern zeigte er das Leid und die Belastung der Menschen im Armenviertel. Mit der Februarrevolution 1848 wandte Antigna sich dem Stil des Realismus zu. Auf Studienreisen in die Bretagne und nach Spanien (1857) behielt er immer seinen Stil und sein Mitgefühl für die Armen bei. Ab 1860 malte er im Stil des Naturalismus.
Im Jahr 1861 wurde Alexandre Antigna zum Ritter der Ehrenlegion ernannt. Im gleichen Jahr heiratete er die Malerin Hélène-Marie Pettit, eine Enkelin des Pädagogen und Übersetzers Ambroise Rendu (1778–1860). Der gemeinsame Sohn André-Marc Antigna (1869–1941) wurde ebenfalls Maler und Miniaturist.

## Werke
| - 1848 L'Éclair - 1849 Après le Bain - 1850 L'Incendie - 1855 La Mort du Pauvre - 1855 La Fête Dieu | - 1855 La Halte forcée - 1862 Marchand d'images - 1864 Miroir des bois - 1864 Paysanne bretonne |

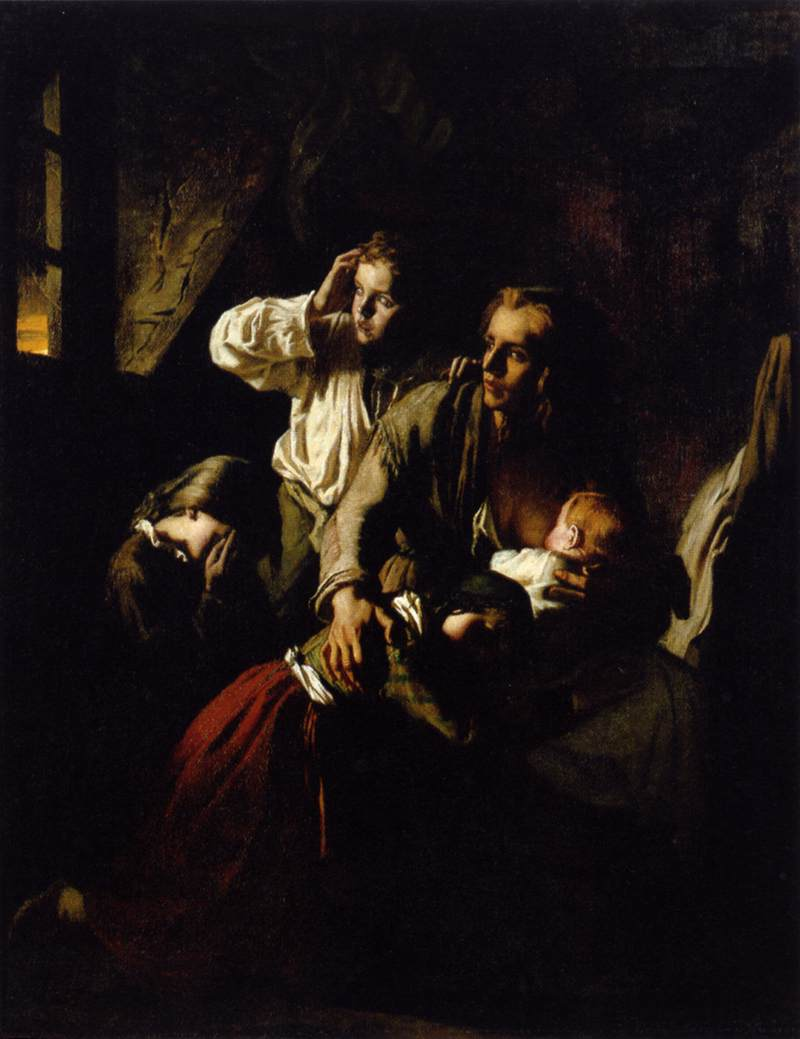
Der Blitz, 1848
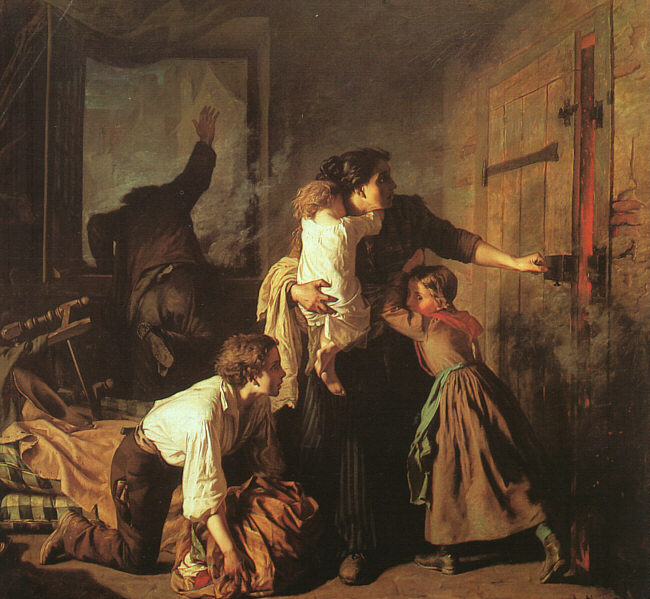
Das Feuer, 1850–51
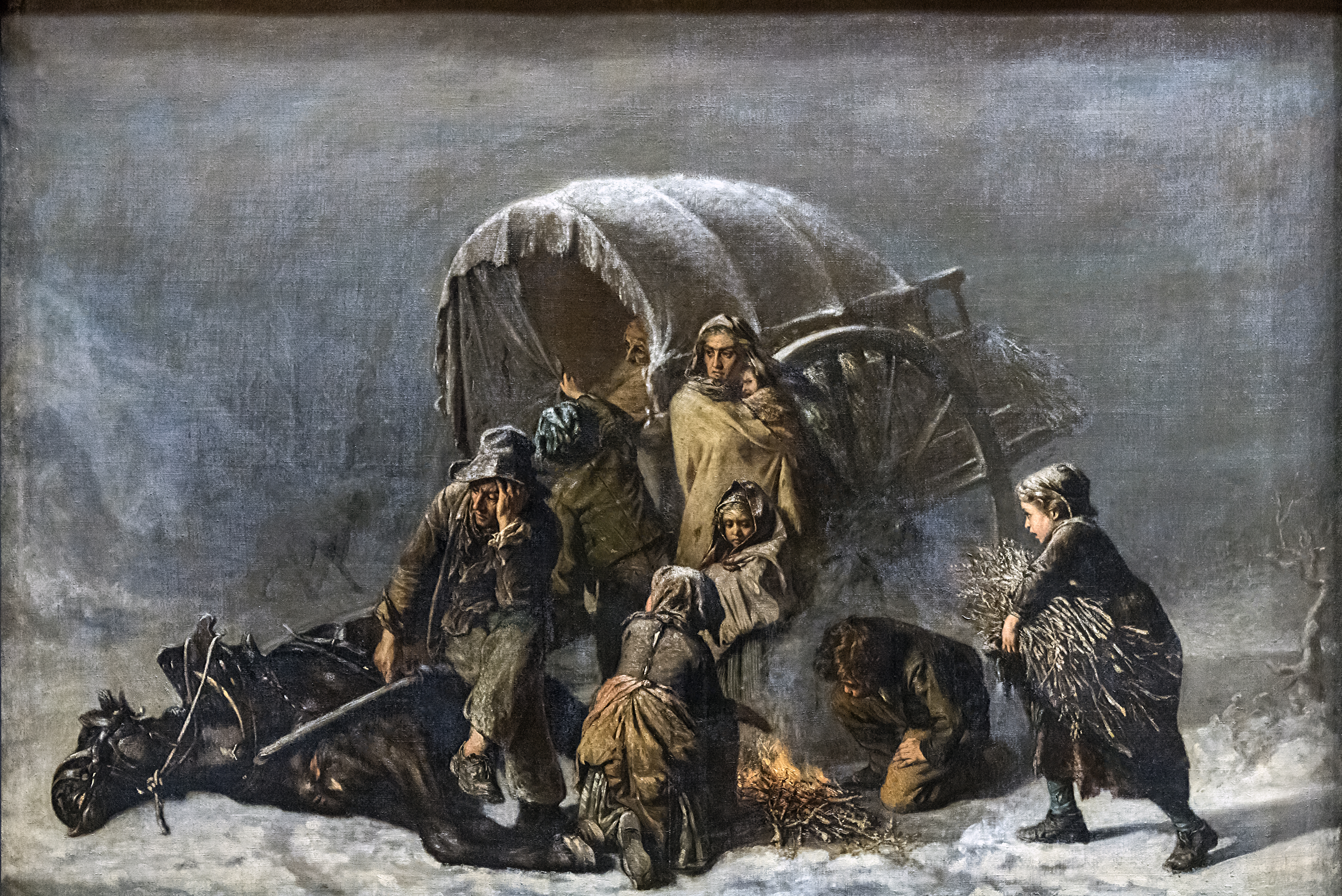
Der erzwungene Stopp 1855